# José Luis Herrera
José Luis Herrera (* 21. Juni 1949 in Guadalajara, Jalisco; † 27. September 2005 ebenda), auch bekannt unter dem Spitznamen El Pillo, war ein mexikanischer Fußballspieler, der vorwiegend im defensiven Mittelfeld agierte.

## Laufbahn
Herrera begann seine Laufbahn im Alter von zehn Jahren in der Nachwuchsabteilung seines Heimatvereins Atlas Guadalajara. Im Alter von 17 Jahren erhielt er dort auch seinen ersten Profivertrag und kam ein Jahr später erstmals für dessen erste Mannschaft zum Einsatz.
1971 erlitt er mit Atlas den Abstieg in die zweite Liga, schaffte aber den unmittelbaren Wiederaufstieg. 1976 wechselte „El Pillo“ zum Ligarivalen UANL Tigres, mit dem er in der Saison 1977/78 die mexikanische Fußballmeisterschaft gewann. 1980 kehrte er zum Club Atlas zurück und beendete dort eine aktive Laufbahn. 
Auch nach seiner Spielerkarriere blieb er einem langjährigen Verein Atlas verbunden und arbeitete als Trainer in dessen Nachwuchsbereich. 
Der zweifache mexikanische Nationalspieler starb im Alter von 56 Jahren in seiner Heimatstadt in Folge einer Krebserkrankung.

## Erfolge
- Mexikanischer Meister: 1977/78